# Чартовець-Колонія
Чартовець-Кольонія (пол. Czartowiec-Kolonia) — село в Польщі, у гміні Тишівці Томашівського повіту Люблінського воєводства.
Населення — 126 осіб (2011).
У 1975-1998 роках село належало до Замойського воєводства.

## Демографія
Демографічна структура станом на 31 березня 2011 року:
|          | Загалом | Допрацездатний вік | Працездатний вік | Постпрацездатний вік |
| -------- | ------- | ------------------ | ---------------- | -------------------- |
| Чоловіки | 59      | 10                 | 41               | 8                    |
| Жінки    | 67      | 15                 | 29               | 23                   |
| Разом    | 126     | 25                 | 70               | 31                   |